# Memoria ecoica
La memoria ecoica es uno de los registros de la memoria sensorial. Concretamente, se trata de un componente de la memoria a corto plazo encargado de retener información auditiva. Este sistema es capaz de almacenar grandes cantidades de información auditiva durante un breve periodo de tiempo (entre tres y cuatro segundos, aunque algunos autores elevan este lapso de tiempo hasta los seis segundos). La imagen sonora se mantiene activa en la mente y puede ser reproducida durante este breve periodo que sigue a la presentación del estímulo auditivo.

## Consideraciones generales
A principios de los años 60, el psicólogo cognitivo George Sperling desarrolló una serie de estudios sobre el almacén de memoria sensorial visual mediante la técnica del informe parcial, consistente en pedir a los sujetos que identifiquen una parte o subconjunto de elementos que se encuentran contenidos en un estímulo presentado. Poco después, comenzaron a realizarse investigaciones sobre el aspecto auditivo de este tipo de memoria. El término de «memoria ecoica» fue acuñado en el año 1967 por Ulric Neisser para describir esta breve representación mental de la información acústica. Los primeros estudios se realizaron siguiendo técnicas de informe parcial similares a las utilizadas por Sperling, pero las técnicas neuropsicológicas modernas permiten obtener estimaciones más precisas de la capacidad, duración y localización del almacén de memoria ecoica. Utilizando el modelo de Sperling como referencia, los investigadores aplicaron sus trabajos al ámbito del almacenamiento sensorial auditivo mediante experimentos de informe parcial y de informe global. Los resultados mostraron que el almacén ecoico tiene una duración aproximada de cuatro segundos, y en ausencia de interferencias puede prolongarse hasta los 20 segundos.

### Primeros trabajos
El modelo de Baddeley de memoria de trabajo u operativa se compone de un sistema ejecutivo central, y dos subsistemas esclavos: una agenda visoespacial relacionada con la memoria icónica, y un bucle fonológico que procesa la información auditiva de dos formas diferentes. La primera de ellas es un almacén fonológico, con capacidad para retener información durante tres o cuatro segundos antes de que la huella mnésica decaiga, lo cual supone un lapso de tiempo  muy superior al de la memoria icónica (menos de 1000 ms). La segunda es un proceso de repetición sub-vocal que mantiene fresca la huella de memoria mediante el uso de una «voz interior». No obstante, este modelo no logra proporcionar una descripción detallada de la relación existente entre el input sensorial inicial y el procesamiento memorístico subsiguiente.
Un modelo de memoria a corto plazo propuesto por Nelson Cowan trata de dar solución a este problema mediante una descripción más detallada de los procesos de entrada y almacenamiento de memoria sensorial verbal. Sugiere un sistema de almacenamiento previo que puede contener una gran cantidad de información precisa durante un corto periodo de tiempo. Consiste en una fase inicial de input de entre 200 y 400 milisegundos, y una fase secundaria en la que la información es transferida a un almacén de memoria a más largo plazo para integrarse en la memoria de trabajo, que empieza a decaer a partir de los 10-20 segundos.

## Métodos de estudio de la memoria ecoica

### Informes parcial y global
Siguiendo los procedimientos de Sperling en el desarrollo de tareas de memoria icónica, algunos investigadores estaban interesados en estudiar el mismo fenómeno en el campo del registro sensorial auditivo. Midieron la memoria ecoica mediante tareas comportamentales en las que se les pedía a los participantes que repitieran una secuencia de tonos, palabras o sílabas que se les iban presentando, lo que requería habilidades de atención y motivación. El estudio con tareas de informe parcial más conocido consistió en la presentación de estímulos auditivos en el oído izquierdo, en el derecho, y en ambos simultáneamente. Después se solicitó a los sujetos que informaran acerca de la localización espacial y el nombre de la categoría de cada estímulo (por ejemplo, un tono en el oído izquierdo, o una palabra en ambos oídos). Los resultados mostraron que resultaba mucho más sencillo responder a la localización espacial que recordar información semántica cuando se producía la inhibición de la información recibida por un oído mediante la presentación de un estímulo distractor por el otro. De manera consistente con los resultados obtenidos en tareas de memoria icónica, la ejecución en tareas de informe parcial fue muy superior a las tareas bajo la condición de informe global. Además, se observó una disminución en el desempeño a medida que aumentaba el intervalo interestimular (el espacio de tiempo transcurrido entre la presentación del estímulo y el recuerdo).

### Enmascaramiento de reconocimiento auditivo
Los experimentos de enmascaramiento de reconocimiento auditivo han sido una de las técnicas más exitosas en el estudio de la audición. Consiste en presentar a los participantes un breve estímulo objetivo, seguido de un segundo estímulo (máscara) tras un intervalo interestimular determinado. La cantidad de tiempo que la información se encuentra disponible en la memoria es manipulada por la duración del intervalo interestimular. El desempeño, evaluado en función de la precisión del recuerdo del estímulo objetivo, aumenta cuando el intervalo interestimular es superior a 250 milisegundos. La máscara no afecta a la cantidad de información obtenida del estímulo, pero sí actúa como interferencia para el procesamiento posterior.

### Potencial de disparidad
Una tarea más objetiva que posibilita la medición de la memoria sensorial auditiva y que no requiere una focalización de la atención es la tarea de potencial de disparidad (en inglés, Mismatch Negativity). Mediante esta técnica se registran los cambios en la activación cerebral mediante el uso de electroencefalografía (EEG). Se registran los potenciales relacionados con estímulos auditivos que se elicitan en la actividad cerebral entre 150 y 200 milisegundos después de la presentación de un estímulo auditivo. Se presentan estímulos inesperados, infrecuentes o irregulares en mitad de una secuencia de estímulos normales para estudiar su efecto y la huella de memoria que provocan.

## Bases neurológicas
Se ha descubierto que la memoria sensorial se registra en la corteza auditiva primaria contralateral al oído de presentación. Este almacén de memoria ecoica se extiende a varias áreas cerebrales, debido a que conlleva la puesta en marcha de diversos procesos. La mayor parte de las regiones cerebrales implicads se localizan en la corteza prefrontal (CPF), dado que aquí es donde tiene lugar el control ejecutivo, y se monitoriza el control atencional.El almacenamiento fonológico y el sistema de repetición parecen pertenecer a un sistema de memoria localizado en el hemisferio izquierdo, en la medida en que se aprecia un incremento de la actividad cerebral en estas áreas ante tareas relacionadas.
Las principales regiones implicadas son la corteza prefrontal ventrolateral posterior izquierda (CPVPI), la corteza premotora izquierda (CPI) y la corteza parietal posterior izquierda (CPPI). Junto a la CPVPI, el área de Broca es la principal localización responsable de la repetición verbal y el proceso articulatorio. La CPI interviene en la organización rítmica y la repetición, y finalmente la CPPI desempeña un papel en la localización espacial de los objetos.
No se ha determinado específicamente la localización de las áreas cerebrales implicadas en las respuestas de potencial de disparidad relacionadas con la memoria sensotial auditiva. No obstante, los resultados han mostrado una activación en los giros temporales superior e inferior.

## Desarrollo
Se han observado incrementos en la activación de las estructuras neuronales responsables de la memoria ecoica en función de la edad, lo que demuestra que a medida que se van cumpliendo años, se produce un aumento en la eficiencia al procesar la información sensorial auditiva.
En un estudio de disparidad de potenciales se ha encontrado, asimismo, que la duración de la memoria sensorial auditiva también aumenta con la edad, especialmente entre los dos y los seis años de edad, de 500 a 5000 milisegundos. Los niños de dos años muestran una respuesta de disparidad de potenciales en intervalos interestimulares de entre 500 y 1000 milisegundos. Los niños de tres años muestran esta respuesta en intervalos de uno a dos segundos. Los de cuatro años, en intervalos de más de dos segundos. Y los de seis años, en intervalos de entre tres y cinco segundos. Este desarrollo tiene lugar a una edad temprana y se extiende hasta la adultez, para finalmente producirse un decrecimiento en la etapa final de la vida.
Los investigadores han encontrado una disminución de la duración de la memoria ecoica en niños que manifiestan un retraso en la edad de comenzar a hablar, así como en niños con síndrome de captura precordial y cisuras orales, hallándose en estos casos una duración menor a 2000 milisegundos. No obstante, esta reducción no tiene valor predictivo para futuras dificultades lingüísticas en la edad adulta.

## Problemas
Los niños con déficits en memoria auditiva han mostrado trastornos del desarrollo del lenguaje. Es difícil evaluar si estos problemas pueden deberse a su incapacidad para comprender una tarea determinada, o a un problema de memoria.
Se han realizado estudios de disparidad de potenciales con pacientes con daño unilateral de la corteza prefrontal dorsolateral y de la corteza temporoparietal por traumatismo. Los resultados muestran que el grupo control tiene una mayor respuesta de disparidad potencial en el hemisferio derecho, independientemente de si el estímulo auditivo se presenta en el oído izquierdo o en el derecho. En el grupo de pacientes con daños temporoparietales, la disparidad potencial se ve notablemente disminuida cuando el estímulo auditivo se presenta en el oído contralateral al área cerebral lesionada. Esto concuerda con la teoría de que la memoria sensorial auditiva puede estar almacenada en la corteza auditiva contralateral al oído en que se presenta el estímulo.
Las investigaciones adicionales en víctimas de traumatismos con una memoria auditiva disminuida han mostrado que escuchar música o audiolibros mejora su memoria ecoica. Esto muestra la existencia de un efecto positivo de la música en la rehabilitación neuronal posterior al daño cerebral.